# سالوادور نوستی
سالوادور نوستی (انگلیسی: Salvador Nocetti; ۱ ژانویهٔ ۱۹۱۳ – ۹ اوت ۱۹۸۶) بازیکن فوتبال اهل آرژانتین بود.